# إدوارد هاجرمان
إدوارد هاجرمان هو كاتب كندي، ولد في 18 مايو 1939، وتوفي في 14 يونيو 2016.